# Collegiate shag
De collegiate shag of shag is een parendans die voornamelijk op snelle swingmuziek en oudere jazzmuziek wordt gedanst (185-250 of meer beats per minute). Hij behoort tot de swing-tak van Amerikaanse dansen van de straat die zijn ontstaan in de jaren 20 en 30 van de twintigste eeuw. De dans zou zijn herkomst vinden in de Afro-Amerikaanse gemeenschap in North en South Carolina in de jaren 20, en in de loop van de jaren 30 zijn verspreid over de rest van de Verenigde Staten. Doordat de basispas heel weinig ruimte in beslag neemt, kan de shag ook op snelle muziek worden gedanst (meer dan 300 beats per minute). 
De shag wordt tegenwoordig door liefhebbers van swingdansen in de hele wereld gedanst. 

## De passen
In de jaren 30 werd "shag" een parapluterm voor een grote groep jitterbugdansen (swingdansen) met een aantal specifieke kenmerken. De meest opvallende van deze kenmerken zijn (1) een deinende beweging (een zogenaamde "pulse", "bounce" of "hop" op iedere tel van de muziek) hoog op de ballen van de voeten en (2) voetenwerk met kicks (trappen) waarbij het been volledig is uitgestrekt op het onbeklemtoonde maatdeel (even tellen, ook wel "off-beats" genoemd), in tegenstelling tot de meeste dansen die toen populair waren, waarin het been was uitgestrekt op het beklemtoonde maatdeel (oneven tellen, ook wel "on-beats" genoemd). Dansleraren uit het swingtijdperk verdeelden de verschillende shags vaak in drie ritmische categorieën: shags met een enkelvoudig ritme, een dubbel ritme of een drievoudig ritme. De verschillende namen duiden op het aantal slow (trage) stappen (bijvoorbeeld een stap-hop-combinatie) die tijdens de basis worden uitgevoerd. De trage stappen worden gevolgd door twee quick (snelle) stappen (bijvoorbeeld een stap-stap-combinatie).
Tegenwoordig erkennen shagliefhebbers en swingdanshistorici nog een extra shagritme, dat de naam "long double-shag" heeft gekregen. Deze ritmevariatie is bijna hetzelfde als shag met een dubbel ritme, maar heeft vier quick stappen in plaats van twee. Deze variant is afkomstig uit Charlotte in North Carolina, en gaat al zeker terug tot 1936. Toen bestond het naast de variaties met drievoudig en enkelvoudig ritme. Velen zijn overtuigd dat de shag met dubbel ritme wat later is ontstaan dan de andere varianten, namelijk halverwege de jaren 30 in ofwel New York of New Jersey. En hoewel shag met een dubbel ritme tegenwoordig de populairste vorm van collegiate shag is, zou juist de variant met een enkelvoudig ritme het meest gedanst zijn in het swingtijdperk.
Hieronder wordt een variant shag met dubbel ritme beschreven met een slow-slow-quick-quick-patroon (langzaam-langzaam-snel-snel). En in tegenstelling tot de andere drie ritmepatronen, die allemaal acht of zestien tellen in hun basis hebben, bestaat deze basis met dubbel ritme zes uit tellen.
De basis wordt gedanst in een danshouding waarbij de partners elkaar aankijken (de gesloten, ofwel "closed" positie) maar wel net iets verschoven staan ten opzichte van elkaar (dat wil zeggen de leider en volger staan met de borst tegen elkaar, maar niet helemaal parallel. De voeten staan niet met de tenen tegen elkaar, maar om en om, zoals de tanden van een rits). De partners staan dicht bij elkaar en de rechterhand van de leider ligt op de rug van de volger. De linkerarm van de volger ligt ofwel op de schouder of rond de nek van de leider.
Partners hielden elkaars handen vaak heel theatraal vast (gelet op de manier waarop de linkerhand en -arm van de leider gehouden worden terwijl deze de rechterhand van de volger vasthoudt), met de armen hoog in de lucht. Afhankelijk van de lengte van de danspartners kan het koppel met de armen recht omhoog staan. Dit werd niet altijd zo gedaan, maar werd wel gezien als een van de dingen waaraan je de shag kon herkennen. Sommige dansers houden de armen liever veel lager, zoals in een traditionele stijldanshouding. Het voetenwerk van de volger ten slotte, is meestal dat van de leider gespiegeld.
Let op: de definitie van een stap (in de beschrijving hieronder) is: al hoppende het gewicht verplaatsen naar de andere voet (dit hoppen is meestal heel bescheiden, bijna meer een schuif dan een letterlijke hop). Een hop is in dit geval: een beweging waarbij een voet wordt opgetild en de danser erop gaat staan wanneer hij hem weer neerzet.
- De basis van de shag: (uit het perspectief van de leider) Tel 1: STAP op de linkervoet, tel 2: HOP op de linkervoet, tel 3: STAP op de rechtervoet, tel 4: HOP op de rechtervoet, tel 5: STAP op de linkervoet en tel 6: STAP op de rechtervoet. De beweging tijdens tellen 5 en 6 wordt vaak omschreven als een schuifelende beweging. Zoals hierboven vermeld wordt dit meestal in woorden omschreven als "slow, slow, quick, quick", waarbij de "slows" twee tellen (of "beats") per stuk duren en de "quicks" een tel (of "beat") per stuk. Voor de leider is dit dus twee tellen met het gewicht op het linkerbeen terwijl het rechterbeen beweegt, twee tellen met het gewicht op het rechterbeen terwijl het linkerbeen beweegt, dan een snelle stap op de linkervoet en dan een snelle stap op de rechtervoet. De beweging van de volger is precies het tegenovergestelde.
- Cross kicks: (waarbij de partners naast elkaar staan) Dezelfde beweging als de basis, maar hier kickt de voet waarop niet het gewicht staat op iedere slow, en de quick-quicks worden met de ene voet achter de andere (in tandem) uitgevoerd.
- Breaks (ook wel shag dips genoemd): Een stap en rust waarbij het been waarop niet het gewicht rust volledig wordt uitgestrekt en het been waarop het gewicht rust onder de danser wordt gebogen voor stabiliteit (hop op links, zonder de stap; hop op rechts, zonder de stap; stap links en stap rechts).
- De basisdraai in de shag: De meeste draaien in de shag worden op tellen 5 en 6 uitgevoerd (dus op de quick-quick). De meest gebruikte draai begint vanuit de gesloten positie op de laatste twee tellen van de basis (5–6) en de volger draait in de richting van de klok. De leider leidt de volger hierbij met zijn rechterhand op diens rug op tellen 5 en 6. Op de eerste tel van de volgende basis komen de partners uit in de gesloten positie. [In shag worden ook vaak Apache (ofwel "Texas Tommy")-draaien gebruikt.]

## Naam
"Shag" zelf (in de context van Amerikaanse sociale dansen) is een heel breed begrip waarmee een aantal dansen wordt aangeduid die zijn ontstaan in de eerste helft van de twintigste eeuw. Tegenwoordig worden de termen "collegiate shag" en "shag" vaak gebruikt om naar dezelfde specifieke dansstijl te verwijzen (dat wil zeggen, de dans die in dit artikel beschreven wordt) die in het swingtijdperk tijdens de jaren 30 en 40 populair was onder Amerikaanse jongeren. Tijdens het swingtijdperk was de benaming "collegiate shag" niet zo gebruikelijk als tegenwoordig, maar als het woord "collegiate" werd toegevoegd (wat ook bij andere dansen van de straat uit die tijd werd gedaan) dan verwees men hiermee naar de dansstijl die populair was bij studenten.
De omschrijving van een bepaalde variant als 'collegiate' komt waarschijnlijk voort uit een trend van halverwege de jaren 20, toen studentenversies van populaire dansen in opkomst waren. Zo waren er ook collegiate charleston, collegiate rumba, collegiate one-step, collegiate foxtrot, etc. Bij deze vormen werden hops, sprongetjes, kicks, stamps, stomps (stomps zijn intenser dan stamps, stamps wordt op wikidiff omschreven als zware, ritmische passen en stomps als stampen), breakaways (bewegingen waarbij de partners uit elkaar gaan) en schuifelende stappen gebruikt. De naam "collegiate shag" werd redelijk standaard in de tweede helft van de 20e eeuw (toen de swingdansen opnieuw populair werden), naar verluidt omdat dit het onderscheid van andere Amerikaanse dansen van de straat met de benaming "shag" makkelijker maakte. De Carolina shag, die voortkwam uit een dans genaamd Little Apple, en de St. Louis shag, die uit de charleston zou zijn ontstaan, kregen beide de naam shag, maar zijn geen van beide direct verwant aan de shag die in dit artikel wordt beschreven.

## Geschiedenis
Helaas is de herkomst van de shag niet geheel bekend. Uit beschrijvingen in teksten uit de periode lijkt het erop dat de dans in het zuiden van Amerika is ontstaan als een zogenaamde 'street dance', wat wilde zeggen dat het in eerste instantie niet door dansleraren of dansscholen werd gedoceerd maar op de sociale dansvloer tot stand kwam. Desalniettemin werd een bepaalde versie van de shag uiteindelijk wel door Arthur Murray studios gedoceerd en daar werd het eind jaren dertig gestandaardiseerd.
Uit publicaties uit het swingtijdperk zou blijken dat de shag tijdens de jaren 30 in heel Amerika populair was. Daarnaast zou er ook uit blijken dat de dans ondanks zijn enorme populariteit niet door iedereen "shag" werd genoemd. Hierdoor is het des te moeilijker om de herkomst te achterhalen. De dans zou meerdere namen hebben gehad, zoals "flea hop". En tegen het eind van de jaren 30 waren er hoogstwaarschijnlijk wel honderd of meer stilistische variaties van de dans.
Benamingen volgden destijds geen vaste regels. Twee dansen met dezelfde naam konden een heel andere herkomst hebben en hoefden zelfs niet altijd op elkaar te lijken. Carolina shag en St Louis shag, die beiden eind jaren 40 en in de jaren 50 populair waren, zijn hier een perfect voorbeeld van. Ze heten allebei "shag", maar ze hebben een heel andere herkomst. 
De auteur van het boek The Land of the Golden River uit 1975, Lewis Philip Hall, zou schrijven dat hij in 1927 een dans met de naam "the shag" heeft bedacht. Hij zegt volgens de Engelstalige pagina over collegiate shag dat hij en zijn danspartner de dans in 1928 hebben geïntroduceerd op het tweede jaarlijkse Feast of Pirates-festival in Wilmington, North Carolina. Maar er zijn redenen om aan te nemen dat wat Hall en zijn partner bedacht hebben niet dezelfde dans is die eind jaren 30 en in de jaren 40 zo populair werd onder swingdansers.
Zoals de charleston en de Big Apple is de shag in de jaren 20 bedacht door Afrikaanse Amerikanen, en het is niet zeker of zij het "shag" noemden. Zelfs de pas die Hall had 'bedacht' zou volgens auteur Susan Block voornamelijk afgeleid zijn van Afro-Amerikaanse dansen. 
De dans zou volgens sommigen zijn ontstaan uit een parenversie van de solovaudeville/tap-stap genaamd "flea hop", waarvan het bewegingspatroon erg op de shag lijkt. Deze insteek lijkt ondersteund te worden door het feit dat aan het eind van de negentiende eeuw "shagger" een bijnaam was voor vaudevilledansers.